# 水沢奈子
水沢 奈子（みずさわ なこ、1993年10月1日 - ）は、日本の元グラビアモデル、元女優。愛知県出身。フォスターに所属していた。現在は引退している。

## 略歴
2006年、中学1年生のときにスカウトされて芸能界デビュー。
2007年、集英社『週刊ヤングジャンプ』「制コレGP」の第1回結果発表で準グランプリだったが、2008年2月の最終発表では昇格してグランプリ受賞となった。
2007年2月2日放送の『花より男子2』第5話でドラマデビューを果たす。

## 人物
- 高校は堀越高等学校（トレイトコース）。
- 趣味は音楽鑑賞、友達とプリクラを撮る事。
- 特技は水泳、変顔。
- 口癖は「いいえ」。
- 座右の銘は「いつも笑顔で。」。
- 6歳 - 10歳までは習字を、9歳から11歳まではジャズダンスをやっていた。
- 将来の夢は明るくて健康的な女優になること。

### 趣味・嗜好
- 好きな食べ物はカレーライス、梨、杏仁豆腐。嫌いな食べ物はローズマリー、にんじんのムース（にんじん自体は好き。）
- 好きな映画は『花とアリス』『フラガール。』
- 好きな漫画は『僕の初恋をキミに捧ぐ。』
- 好きな芸能人は蒼井優。

## 出演

### 映画
- こわい童謡（2007年7月公開、福谷修監督）
- ぼくたちと駐在さんの700日戦争（2008年4月公開、塚本連平監督）- 井上夕子 役
- 赤んぼ少女（2008年8月2日公開、山口雄大監督）- 主演・葉子 役
- 学校裏サイト（2009年7月25日公開、福田陽平監督）- 木下千織 役
- 引き出しの中のラブレター（2009年10月公開、三城真一監督）- 黒沢留美 役
- マイマイ新子と千年の魔法（2009年11月公開・アニメーション、片渕須直監督）- 貴伊子 役
- GANTZ PERFECT ANSWER（2011年4月23日公開、佐藤信介監督） - 黒服星人　参 役
- アバター（2011年4月公開、和田篤司監督） - 西園寺真琴 役
- 岸部町奇談〜探訪編〜（2012年6月公開、林一嘉監督） - 主演・黒江ミウ 役

### テレビドラマ
- 花より男子2（リターンズ） 第5話（2007年、TBS） - 進の初恋の相手・美雪 役
- 3年B組金八先生（TBS） - 江藤清花 役
  - 第8シリーズ（2007年10月11日 - 2008年3月20日）
  - 3年B組金八先生ファイナル〜『最後の贈る言葉』（2011年3月27日）
- スミレ16歳!!（2008年4月13日 - 6月29日、BSフジ） - 主演・四谷スミレ 役
- BOSS 第6話（2009年5月、フジテレビ） - 沙織 役
- SOIL（2010年3月6日 - 4月21日、WOWOW） - 鈴白水紀 役
- 卒うた 第3夜「奏」（2010年3月3日、フジテレビ） - 佐伯理恵子 役
- 八日目の蝉 第3話（2010年4月13日、NHK総合） - 島崎沙絵 役
- 宇宙犬作戦　第5話（2010年8月20日、テレビ東京） - タマミ 役
- おかげ様で!（2010年9月18日、CBCテレビ） - 仲村麻衣 役
- おじいちゃんは25歳 第5話（2010年11月21日、TBS） - アイドル役
- 七福神! 〜神様のアルバイト、始めませんか?〜（2011年1月8日、フジテレビ） - 才野恵<弁財天> 役
- 恋する日本語 第3話（2011年2月3日、NHK）
- 遺留捜査 第5話（2011年5月11日、テレビ朝日） - 中沢茜 役
- 新あなたの知らない世界『罪と罠』（2011年8月25日、日本テレビ）
- バラ色の聖戦 第3話（2011年9月18日、テレビ朝日）
- 牙狼＜GARO＞〜MAKAISENKI〜 第12話（2011年12月22日、テレビ東京） - 星川ミサオ 役
- ミューズの鏡（2012年1月14日 - 6月23日、日本テレビ） - 美川麗子 役

### インターネットドラマ
- 恋色円舞（2010年11月5日 -11月26日 、LISMO Channel）

### CM
- エネルギア・コミュニケーションズ「メガ・エッグ」
- Pedigree　「ペディグリー デンタX」 （声出演）

### 雑誌
- Hana*chu→（主婦の友社、2007年 - ）
- 週刊ヤングジャンプ（集英社）
- 週刊プレイボーイ（集英社）
- 月刊デビュー
- ピチレモン（学研）
- UP to boy（ワニブックス）
- duet（集英社）

### PV
- 桜風（DEPAPEPE）
- 夢の蕾（レミオロメン）
- 冬が終わる前に（清水翔太）

## 作品

### 写真集
- COTTON（2007年11月24日、彩文館、撮影：木村晴）ISBN 978-4775602638
- nakokoro（2008年12月4日、辰巳出版、撮影：TakeoDec.）ISBN 978-4777806010
- aBUTTON VOL.2_時 広瀬アリス／水沢奈子(PLUP SERIES)（2011年9月27日、パルコ、撮影：泊昭雄）ISBN 978-4891949136
- 18-moment（2012年3月10日、ワニブックス、撮影：熊谷貫）ISBN 978-4847044366

### WEB写真集
- 制コレGP（2007年、Netマガジン ビジュアル・ヤングジャンプ）

### DVD
1. Cotton Candy（2007年12月28日、オルスタックピクチャーズ）
2. 水沢奈子の夏休み〜なごや絵日記（2008年9月17日、ポニーキャニオン）
3. NAKO色（2011年9月22日、イーネット・フロンティア）